# Pepius
Pepius (en francès Pépieux) és un municipi de França de la regió d'Occitània, al departament de l'Aude. El poble de Pepius és situat en el Menerbès, al peu de la Muntanya Negra, a uns 10 km al nord de Lesinhan de las Corbièras.

## Economia
Pepius viu sobretot de la producció de vins.

## Llocs d'interès
- Dolmen del Morrèl de las Fadas (El Puig de les Fades), un dolmen del Neolític final (-5000 anys) de la cultura de Verasan, situat a uns 2 km al nord del poble. Se tracta d'un dolmen de corredor de 24m de llargada, considerada com el més gran del sud de França.
- L'església Sant Esteve és un edifici del segle xiii (consagrada el 1274). Fou cremada per les tropes del Príncep Negre el 1355, durant de la Guerra de Cent Anys, va ser reconstruïda el 1379. Profanada el 1570 per les tropes protestants, va quedar en ruïnes durant anys. Se tracta d'una església llenguadociana típica amb nau única molt ample d'estil gòtic.